# Josep Badia Minguella
Josep Badia Minguella (Salomó 18 de novembre de 1863 - Reus 26 de juliol de 1936) va ser un sacerdot catòlic mort als inicis de la guerra civil espanyola.
Ordenat prevere l'any 1889, va ser beneficiat de la prioral de Sant Pere de Reus (Baix Camp). Va ser capellà del convent reusenc de les Germanetes dels Pobres durant trenta anys i va ser un dels fundadors del Patronat Obrer de sant Josep, un sindicat groc avalat per la patronal i de caràcter catòlic conservador. Durant la dictadura de Primo de Rivera, organitzà un Via Crucis matinal que sortia de l'hospital i donava el tomb a Reus pels passejos de la ciutat, Via Crucis que es va mantenir en el període republicà. Va publicar un opuscle, Primera excursión al campanario de Reus l'any 1925. Uns quinze dies abans d´esclatar la insurrecció militar del 36 al presidir el viacrucis, en el comentari de cada estació parlava de la necessitat de fer penitència. És considerat beat i màrtir per l'Església Catòlica des de la Beatificació de Tarragona.